# زلزال نورثريدج 1994
زلزال نورثريدج عام 1994 وقع بتاريخ 17 يناير 19 94 ،الساعة 4:30:55 صباحا بتوقيت المحيط الهادي في منطقة وادي سان فرناندو بمقاطعة لوس أنجلوس وبقوة وصلت إلى 6.7 على مقياس درجة العزم كان مركز الزلزال السطحي في ريسيدا ، وهو حي في المنطقة الشمالية الوسطى من وادي سان فرناندو.استمر الزلزال لمدة تتراوح ما بين 10 و 20 ثانية، وكان أعلى رقم تم تسجيله بشكل فعال على الإطلاق في منطقة حضرية في أمريكا الشمالية. كما شعرت بالاهتزاز مناطق بعيدة مثل سان دييغو، وتورلوك، ولاس فيغاس، وريتشفيلد، وإنسينادا، وفي محطة استقبال رينالدي بلغت سرعة الذروة الأرضية 183 سنتيمتر في الثانية (4.1 ميل/س؛ 6.6 كم/س)، وكان أسرع تسجيل على الإطلاق.
تبع ذلك هزتان ارتدادية، الأولى بعد دقيقة واحدة من الحدث الأولي والثانية بعد ذلك بحوالي 11 ساعة ، وهي الأقوى من بين عدة آلاف من التوابع الارتدادية. بلغت حصيلة القتلى 57 قتيلا وأكثر من 9000 جريح. حيث بلغ عدد القتلى «الرسميين» 57  وتوفي 33 شخصًا على الفور أو في غضون أيام قليلة من الإصابات التي لحقت بهم  وتوفي الكثير لأسباب غير مباشرة. بالإضافة إلى ذلك، قُدرت الأضرار التي لحقت بالممتلكات بما يتراوح بين 13 و 50 مليار دولار (ما يعادل 24-93 مليار دولار في عام 2021)، مما يجعلها واحدة من أكثر الكوارث الطبيعية تكلفة في تاريخ الولايات المتحدة.

## مركز الزلزال السطحي
وقع الزلزال في وادي سان فرناندو على بعد حوالي 20 ميلاً (32 كم) شمال غرب وسط مدينة لوس أنجلوس. على الرغم من تسمية «نورثريدج» ، حيث يعتقد أن الزلزال كان مركزه، فقد تم تحديد مركز الزلزال السطحي الفعلي في منطقة ريسيدا المجاورة في غضون عدة أيام.
وضعت هيئة المسح الجيولوجي الأمريكي الإحداثيات الجغرافية للمركز عند وعلى عمق 11.31 ميل (18.20 كم). حدث ذلك بسبب خطأ لم يتم اكتشافه سابقًا، والذي يُطلق عليه الآن خطأ Northridge Blind Thrust (المعروف أيضًا باسم خطأ Pico Thrust). عانت العديد من العيوب الأخرى من تمزق طفيف أثناء الصدمة الرئيسية وحدثت تمزقات أخرى أثناء توابع الزلزال الكبيرة، أو الأحداث المستحثة.

## الأضرار والوفيات
وقع الضرر على بعد 85 ميلاً (137 كم)، وكان معظم الضرر في غرب وادي سان فرناندو، ومدن وأحياء سانتا مونيكا وهوليوود وسيمي فالي وسانتا كلاريتا. تم وضع علامة حمراء على المسرح المصري التاريخي في هوليوود وإغلاقه كما كان مسرح العاصمة في جليندال بسبب الأضرار الهيكلية. العدد الدقيق للقتلى غير معروف، حيث تقدر المصادر العدد بـ 60  أو «أكثر من 60» ، إلى 72 ، حيث تنخفض معظم التقديرات إلى حوالي 60. تم تحديد عدد القتلى «الرسمي» بـ 57 ؛ توفي 33 شخصًا على الفور أو في غضون أيام قليلة من الإصابات التي لحقت بهم ، وتوفي العديد لأسباب غير مباشرة ، مثل الحوادث القلبية الناجمة عن الإجهاد. بعض العوامل المهمة في الأحداث ذات الصلة مثل انتحار رجل ربما تكون مستوحاة من فقدان عمله في الكارثة. أصيب أكثر من 8700 شخص بما في ذلك 1600 الذين احتاجوا إلى العلاج في المستشفى. توفيت الممثلة إيريس أدريان في سبتمبر 1994 متأثرة بمضاعفات كسر في الفخذ عانت منها في الزلزال.
قُتل ستة عشر شخصًا نتيجة انهيار مجمع نورثريدج ميدوز السكني. كما تعرض مركز نورثريدج للأزياء وجامعة ولاية كاليفورنيا ، نورثريدج لأضرار جسيمة - أبرزها انهيار هياكل وقوف السيارات. اكتسب الزلزال أيضًا اهتمامًا عالميًا بسبب الأضرار التي لحقت بشبكة الطرق السريعة الواسعة، والتي تخدم ملايين الركاب يوميًا. كان أبرزها طريق سانتا مونيكا السريع ، الطريق السريع 10، المعروف باسم الطريق السريع الأكثر ازدحامًا في الولايات المتحدة، حيث يزدحم الطرق السطحية القريبة لمدة ثلاثة أشهر أثناء إصلاح الطريق السريع. أقصى الشمال، انهار تقاطع تقاطع نيوهول باس للطريق السريع 5 (الطريق السريع الولاية الذهبية) وطريق الولاية 14 (طريق وادي الظباء السريع) كما حدث قبل 23 عامًا في زلزال سيلمار عام 1971، على الرغم من إعادة بنائه مع إدخال تحسينات طفيفة على المكونات الهيكلية.
حدثت أضرار إضافية على بعد حوالي 50 ميلاً (80 كم) جنوب شرق مدينة أنهايم، الواقعة في مقاطعة أورانج ، حيث انهارت لوحة النتائج في استاد أنهايم على عدة مئات من المقاعد. كان الملعب شاغرا في ذلك الوقت. على الرغم من انهيار العديد من المباني التجارية أيضًا، فقد تم تقليل الخسائر في الأرواح إلى أدنى حد بسبب ساعة الصباح الباكر من الزلزال، ولأنها حدثت أيضًا في عطلة فيدرالية (يوم مارتن لوثر كينغ جونيور). أيضًا، بسبب النشاط الزلزالي المعروف في كاليفورنيا، تُفرض قوانين بناء المنطقة أن تتضمن المباني تصميمًا هيكليًا يهدف إلى مقاومة الزلازل. ومع ذلك ، كشف الضرر أن بعض المواصفات الهيكلية لم تعمل على النحو المنشود. بسبب هذه الاكتشافات، تمت مراجعة قوانين البناء. ولم يتم وضع العلامات الحمراء على بعض المباني إلا بعد شهور لأن الأضرار لم تتضح على الفور.

## تفشي حمى الوادي
كان التأثير غير المعتاد لزلزال نورثريدج هو تفشي داء حمى الصحراء (حمى الوادي) في مقاطعة فينتورا. يحدث هذا المرض التنفسي بسبب استنشاق جراثيم الفطريات المحمولة جواً. الحالات الـ 203 المبلغ عنها، والتي أسفرت ثلاث منها عن وفيات، شكلت ما يقرب من 10 أضعاف المعدل الطبيعي في الأسابيع الثمانية الأولى. كان هذا هو التقرير الأول عن مثل هذا التفشي في أعقاب الزلزال، ويعتقد أن الجراثيم كانت محمولة في سحب كبيرة من الغبار الناتجة عن الانهيارات الأرضية الناجمة عن الزلازل. حدثت معظم الحالات على الفور في اتجاه الريح بسبب الانهيارات الأرضية.

## ما بعد الكارثة
قدرت الأضرار التي لحقت بالممتلكات بمبلغ 13-50 مليار دولار (ما يعادل 23 -87 مليار دولار اليوم)،  مما يجعلها واحدة من أغلى الكوارث الطبيعية في تاريخ الولايات المتحدة. فكان مجمع شقق نورثريدج ميدوز أحد أبرز المناطق المتأثرة حيث قتل ستة عشر شخصًا نتيجة انهيار المبنى، وتعرض مركز نورثريدج للأزياء وجامعة ولاية كاليفورنيا ، نورث ردج أيضًا لأضرار جسيمة جدًا - أبرزها انهيار هياكل مواقف السيارات. كما اجتذب الزلزال اهتمامًا عالميًا بسبب الأضرار التي لحقت بشبكة الطرق السريعة الواسعة ، والتي تخدم ملايين المسافرين يوميًا، كماعُلقت جميع خدمات البريد في جميع أنحاء منطقة لوس أنجلوس لعدة أيام، وأغلقت مكتبة لوس أنجلوس العامة معظم فروعها، وتعرضت أبرشية كاتدرائية سانت فيبيانا في لوس أنجلوس لأضرار جسيمة وألغت أنشطة حتى بناء كاتدرائية جديدة عام 2002. بعد الزلزال أعلن عمدة لوس أنجلوس ريتشارد ريوردان حالة الطوارئ وأصدر حظر التجول في المنطقة ، في حين زار الحاكم بيت ويلسون والرئيس بيل كلينتون مدينة لوس أنجلوس للقيام بجولة في المنطقة.